# Sally Goldsmith
Pour les articles homonymes, voir Goldsmith.
Sally Goldsmith, née le 18 janvier 1961 à Calcutta, est une coureuse de fond anglaise. Elle a notamment remportée deux fois Sierre-Zinal et cinq fois Sierre-Crans-Montana.

## Biographie
Née à Calcutta en Inde où son père était établi, elle déménage à Portsmouth à l'âge de six ans où elle passe son enfance. Elle entreprend ensuite des études littéraires à l'université d'Édimbourg où elle fait ses débuts en athlétisme. Elle déménage ensuite à Vérone où elle obtient un poste de professeur d'anglais dans une école privée. À la fin des années 1980 et jusqu'au début des années 1990, elle travaille comme monitrice de sport dans les camps d'été de la Moubra à Crans-Montana. Elle en profite pour courir en Suisse,.
Elle se révèle en 1986 en remportant la Corrida di San Geminiano à Modène puis la course de montagne Sierre-Crans-Montana.
Elle connaît une excellente saison 1988. Le 31 juillet, elle remporte sa troisième victoire d'affilée à Sierre-Crans-Montana. Elle enchaîne ensuite les victoires à Thyon-Dixence puis à Sierre-Zinal où elle se fait talonner par Fabiola Rueda. Le 28 août, elle domine la course du Cervin et termine à plus de cinq minutes devant Monika Graf, établissant un nouveau record féminin du parcours en 1 h 8 min 53 s. Le 2 octobre, elle profite de l'absence de Martine Oppliger et Ellen Wessinghage à Morat-Fribourg pour dominer la course, suivie de près par Isabella Moretti.
Elle réédite sa série de victoires en 1989. Elle s'impose largement à Sierre-Zinal, devançant de près de six minutes sa plus proche rivale Natascia Leonardi mais sans parvenir à améliorer son propre chrono.
Le 28 janvier 1990, elle prend part à la course Guinness du Mont Cameroun qui se déroule sur le nouveau tracé de 38 km. Elle s'impose en 5 h 50 min 0 s. Le 29 juillet, elle se trouve à la lutte face à Fabiola Rueda à Sierre-Crans-Montana. Profitant de son expérience du parcours, Sally lâche la Colombienne pour remporter sa cinquième victoire consécutive et établir un nouveau record en 1 h 7 min 4 s.
En 1991, elle fait ses débuts en marathon avec succès en décrochant la deuxième place du marathon de Venise derrière Antonella Bizioli en 2 h 45 min 35 s.
Le 3 mars 1996, elle remporte la victoire au marathon de Vigarano en 2 h 34 min 11 s, améliorant son record personnel de plus de cinq minutes et établissant un nouveau record du parcours,. Son temps représentant la quatrième meilleure performance britannique de l'année, elle suscite enfin l'intérêt de l'Association d'athlétisme amateur d'Angleterre qui la sélectionne pour les championnats du monde d'athlétisme. Le 29 septembre, elle prend part aux championnats du monde de semi-marathon à Palma de Majorque où elle se classe 29e et meilleure Britannique en 1 h 15 min 33 s.
Le 9 août 1997, elle court le marathon des championnats du monde d'athlétisme à Athènes. Elle termine à la 28e place en 2 h 44 min 20 s.
Elle représente l'Angleterre aux Jeux du Commonwealth de 1998 à Kuala Lumpur où elle court le 10 000 mètres. Elle atteint la finale et se classe neuvième en 36 min 2 s 11.

## Palmarès

### Route
| Année | Compétition                         | Lieu                    | Place | Épreuve          | Temps           |
| ----- | ----------------------------------- | ----------------------- | ----- | ---------------- | --------------- |
| 1986  | Corrida di San Geminiano            | Modène                  | 1re   | Course populaire |                 |
| 1987  | Morat-Fribourg                      | Fribourg                | 3e    | Course populaire | 1 h 3 min 19 s  |
| 1988  | Morat-Fribourg                      | Fribourg                | 1re   | Course populaire | 1 h 3 min 37 s  |
| 1988  | Semi-marathon de Carpi              | Carpi                   | 2e    | Semi-marathon    | 1 h 13 min 45 s |
| 1989  | Montefortiana Turà                  | Monteforte d'Alpone     | 3e    | Course populaire | 20 min 30 s     |
| 1989  | Corrida di San Geminiano            | Modène                  | 1re   | Course populaire | 47 min 39 s     |
| 1989  | Semi-marathon de Mantoue            | Mantoue                 | 3e    | Semi-marathon    | 1 h 16 min 47 s |
| 1991  | Marathon de Venise                  | Venise                  | 2e    | Marathon         | 2 h 45 min 35 s |
| 1994  | Maratonina d'inverno                | San Bartolomeo in Bosco | 2e    | Semi-marathon    | 1 h 18 min 14 s |
| 1994  | Semi-marathon du Tyrol du Sud       | Egna                    | 2e    | Semi-marathon    | 1 h 17 min 53 s |
| 1994  | Marathon de Carpi                   | Carpi                   | 2e    | Marathon         | 2 h 38 min 39 s |
| 1995  | Semi-marathon de Garde              | Gargnano                | 3e    | Semi-marathon    | 1 h 15 min 11 s |
| 1995  | Semi-marathon de la Valle dei Laghi | Pietramurata            | 1re   | Semi-marathon    | 1 h 15 min 56 s |
| 1995  | Marathon de Venise                  | Venise                  | 3e    | Marathon         | 2 h 39 min 6 s  |
| 1996  | Corrida di San Geminiano            | Modène                  | 2e    | Course populaire | 47 min 39 s     |
| 1996  | Corriferrara                        | Ferrare                 | 1re   | Semi-marathon    | 1 h 13 min 13 s |
| 1996  | Marathon de Vigarano                | Vigarano Mainarda       | 1re   | Marathon         | 2 h 34 min 11 s |
| 1996  | Semi-marathon de la Valle dei Laghi | Pietramurata            | 3e    | Semi-marathon    | 1 h 14 min 57 s |
| 1997  | Maratonina delle Pace               | Villa Lagarina          | 1re   | Semi-marathon    | 1 h 13 min 30 s |
| 1998  | Corriferrara                        | Ferrare                 | 1re   | Semi-marathon    | 1 h 14 min 58 s |
| 1998  | Valli e Pinete                      | Ravenne                 | 1re   | Semi-marathon    | 1 h 15 min 46 s |
| 1999  | Maratonina d'inverno                | San Bartolomeo in Bosco | 2e    | Semi-marathon    | 1 h 20 min 30 s |
| 1999  | Valli e Pinete                      | Ravenne                 | 1re   | Semi-marathon    | 1 h 17 min 48 s |
| 1999  | Maratonina delle Pace               | Villa Lagarina          | 2e    | Semi-marathon    | 1 h 17 min 43 s |
| 1999  | Semi-marathon de Mantoue            | Mantoue                 | 1re   | Semi-marathon    | 1 h 16 min 46 s |
| 1999  | Maratona dei Tre Comuni             | Calderara di Reno       | 4e    | Marathon         | 2 h 53 min 38 s |
| 2000  | Valli e Pinete                      | Ravenne                 | 2e    | Semi-marathon    | 1 h 17 min 38 s |

### Piste
| Année | Compétition          | Lieu         | Place | Épreuve  | Temps         |
| ----- | -------------------- | ------------ | ----- | -------- | ------------- |
| 1998  | Jeux du Commonwealth | Kuala Lumpur | 9e    | 10 000 m | 36 min 2 s 11 |

### Course en montagne
| no  | féminin           | Course                           | Longueur | Départ            | Temps           |
| --- | ----------------- | -------------------------------- | -------- | ----------------- | --------------- |
| 49e | Médaille d'or     | Sierre-Crans-Montana             | 16,95 km | 27 juillet 1986   | 1 h 21 min 27 s |
| 30e | Médaille d'or     | Sierre-Crans-Montana             | 16,95 km | 26 juillet 1987   | 1 h 17 min 48 s |
| 29e | Médaille d'argent | Thyon-Dixence                    | 16,35 km | 2 août 1987       | 1 h 25 min 14 s |
|     | Médaille d'argent | Sierre-Zinal                     | 31 km    | 9 août 1987       | 3 h 12 min 52 s |
| 30e | Médaille d'or     | Sierre-Crans-Montana             | 14,7 km  | 31 juillet 1988   | 1 h 7 min 26 s  |
| 31e | Médaille d'or     | Thyon-Dixence                    | 16,35 km | 7 août 1988       | 1 h 24 min 12 s |
| 58e | Médaille d'or     | Sierre-Zinal                     | 31 km    | 14 août 1988      | 3 h 4 min 37 s  |
| 37e | Médaille d'or     | Course du Cervin                 | 12 km    | 28 août 1988      | 1 h 8 min 53 s  |
| 36e | Médaille d'or     | Sierre-Crans-Montana             | 14,7 km  | 30 juillet 1989   | 1 h 7 min 54 s  |
| 32e | Médaille d'or     | Thyon-Dixence                    | 16,35 km | 6 août 1989       | 1 h 24 min 14 s |
| 82e | Médaille d'or     | Sierre-Zinal                     | 31 km    | 13 août 1989      | 3 h 11 min 2 s  |
|     | Médaille d'or     | Course du Cervin                 | 12 km    | 27 août 1989      | 1 h 10 min 13 s |
| 35e | Médaille d'or     | Die-Col de Rousset               | 16 km    | 17 septembre 1989 | 1 h 27 min 3 s  |
| 55e | Médaille d'or     | Course Guinness du Mont Cameroun | 38 km    | 28 janvier 1990   | 5 h 50 min 0 s  |
| 36e | Médaille d'or     | Die-Col de Rousset               | 16 km    | 6 mai 1990        | 1 h 33 min 2 s  |
| 37e | Médaille d'or     | Sierre-Crans-Montana             | 14,7 km  | 29 juillet 1990   | 1 h 7 min 4 s   |
|     | Médaille d'or     | Thyon-Dixence                    | 16,35 km | 5 août 1990       | 1 h 25 min 56 s |
|     | Médaille d'argent | Sierre-Zinal                     | 31 km    | 12 août 1990      | 3 h 20 min 44 s |
|     | Médaille d'or     | Course du Cervin                 | 12 km    | 26 août 1990      | 1 h 9 min 8 s   |
|     | Médaille d'or     | Course de Schlickeralm           | 14,3 km  | 16 septembre 1990 | 1 h 32 min 4 s  |
|     | Médaille d'argent | Thyon-Dixence                    | 16,35 km | 4 août 1991       | 1 h 28 min 26 s |
|     | Médaille d'argent | Sierre-Zinal                     | 31 km    | 11 août 1991      | 3 h 20 min 21 s |
|     | Médaille d'or     | Course du Cervin                 | 17,3 km  | 8 septembre 1991  | 1 h 46 min 8 s  |
| 80e | Médaille d'argent | Course Guinness du Mont Cameroun | 38 km    | 26 janvier 1992   | 6 h 24 min 5 s  |

## Records
| Épreuve       | Performance     | Date            | Lieu                  |
| ------------- | --------------- | --------------- | --------------------- |
| 3 000 mètres  | 9 min 37 s 56   | 26 mai 1990     | Trente                |
| 5 000 mètres  | 16 min 14 s 58  | 11 mai 1997     | Syracuse              |
| 10 000 mètres | 34 min 16 s 89  | 3 mai 1998      | Camaiore              |
| 5 kilomètres  | 16 min 21 s     | 18 mai 1997     | Cona                  |
| 10 kilomètres | 36 min 10 s     | 13 juin 1999    | Castellarano          |
| 10 miles      | 1 h 4 min 58 s  | 25 février 2007 | San Giovanni Lupatoto |
| Semi-marathon | 1 h 13 min 2 s  | 4 février 1996  | Zola Predosa          |
| Marathon      | 2 h 34 min 11 s | 3 mars 1996     | Vigarano Mainarda     |